# Градината на злото
„Градината на злото“ (на английски: Garden of Evil) е уестърн на режисьора Хенри Хатауей, която излиза на екран през 1954 година.

## Сюжет
В бара на малкото мексиканско градче Пуерто Мигел, заради повреда на кораб, пътуващ за САЩ, се озовават тримата авантюристи Хукър, Фиск и Дейли. Тези абсолютно различни по характер хора никога нямат нищо против да изкарат лесни пари. Неочаквано в бара влиза млада жена на име Лия и предлага 1000 долара на този, който ѝ помогне да спаси мъжа си Джон, попаднал в капан в изоставена мина, където е открил златна жила. Без да мигнат, тримата се съгласяват на тази сделка. Предстои им да пресекат опасна територия, пълна с враждебно настроени индианци, застанали на бойната пътека.

## В ролите
| Актьор                | Роля              |
| --------------------- | ----------------- |
| Гари Купър            | Хукър             |
| Сюзън Хейуърд         | Лия               |
| Ричард Уидмарк        | Фиск              |
| Хю Марлоу             | Джон Фулър        |
| Камерън Мичъл         | Люк Дейли         |
| Алин Макмахон         | Кейт Канади       |
| Виктор Мануел Мендоса | Висенте Мадариага |